# بابونه پابلند
بابونه پابلند (نام علمی: Anthemis coelopoda) نام یک گونه از سرده بابونه است.